# Shakra
Cet article concerne le groupe de hard rock. Pour la créature du bouddhisme, voir Shakra (bouddhisme).
Shakra est un groupe de heavy metal et hard rock suisse, originaire de Berne.

## Biographie

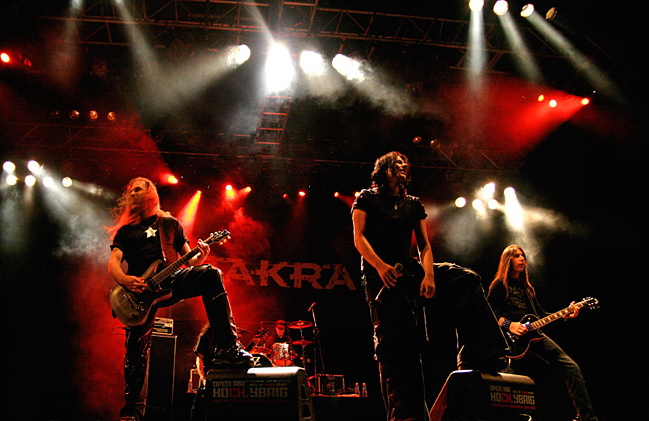
Shakra en 2006 (de gauche à droite : Thomas Muster, Mark Fox, Thom Blunier).

Le groupe est initialement formé en 1990 à Berne sous le nom de Ruckus. Quatre ans après la formation du groupe, ce dernier sort son album homonyme, Ruckus, au label Battery Records. Trois ans plus tard, en 1997, le groupe change de nom pour Shakra.
En 1998, les cinq bernois du groupe Shakra sortent leur premier album, éponyme, au Japon puis en Europe. Accueilli avec enthousiasme par la presse spécialisée et les fans[réf. nécessaire], le groupe sort un deuxième album, intitulé Moving Force en 1999. Ce n'est qu'à la parution de leur album Rising en 2003 que le groupe gagne en notoriété en Suisse. L’opus se hisse à la 21e place du classement des meilleures ventes en Suisse. Le groupe est alors invité dans des émissions télévisées populaires en Suisse (Eiger, Mönch & Kunz, Musicnight...).
Le groupe sort le DVD live My Life, My World. Durant ce séjour à l’étranger sort le single Make it Alright. Shakra se produit sur scène en 50 dates, dont une au Hallenstadion de Zurich en première partie des Guns 'n' Roses durant l’été 2006, pour ensuite enregistrer dans les Power Ride Studios en automne. Après cinq mois d'enregistrement sort l'album Infected en 2007.
Mark Fox quitte le groupe en 2010, et est remplacé par John Prakesh. Le 1er mars 2011, le groupe publie le clip de la chanson Back on Track, issue de l'album homonyme sorti le 25 février la même année au label AFM Records. Il marque les débuts de John Prakesh au chant. En novembre 2012, Shakra annonce que son nouvel album s'intitulera Powerplay, et est prévu le 11 janvier 2013 via AFM Records. En mars 2014, le groupe révèle un best-of intitulé 33 - The Best Of pour le 9 mai au label AFM Records. Le double-album comprend 30 classiques et trois nouvelles chansons. Le 23 avril 2014, le groupe annonce sur son site officiel le départ de John Prakesh.
En 2015, Mark Fox fait son retour après avoir pris quatre ans pour se réconcilier avec le groupe. Depuis le groupe se remet à écrire et le prochain album sort en janvier 2016. Le groupe publie son nouvel album, High Noon, le 29 janvier 2016 au label Universal Music en Suisse et sur AFM Records à l'international,.

## Discographie
- 1994 : Ruckus (sous Ruckus)
- 1998 : Shakra
- 1999 : Moving Force
- 2000 : The Live Side (album live)
- 2001 : Power ride
- 2003 : Rising
- 2004 : My Life, My World (DVD et CD live)
- 2005 : Fall
- 2007 : Infected
- 2009 : Everest
- 2011 : Back on Track
- 2013 : Powerplay
- 2014 : 33-The Best of
- 2016 : High Noon
- 2017 : Snakes & Ladders
- 2020 : Mad World
- 2023 : Invincible